# Thaumatomyia oculata
Thaumatomyia oculata är en tvåvingeart som först beskrevs av Becker 1911.  Thaumatomyia oculata ingår i släktet Thaumatomyia och familjen fritflugor. Inga underarter finns listade i Catalogue of Life.